# Piper opizianum
Piper opizianum là một loài thực vật có hoa trong họ Hồ tiêu. Loài này được Fuernr. miêu tả khoa học đầu tiên năm 1829.